# Conca (Francia)
Conca (in corso Conca) è un comune francese di 1 134 abitanti situato nel dipartimento della Corsica del Sud nella regione della Corsica.

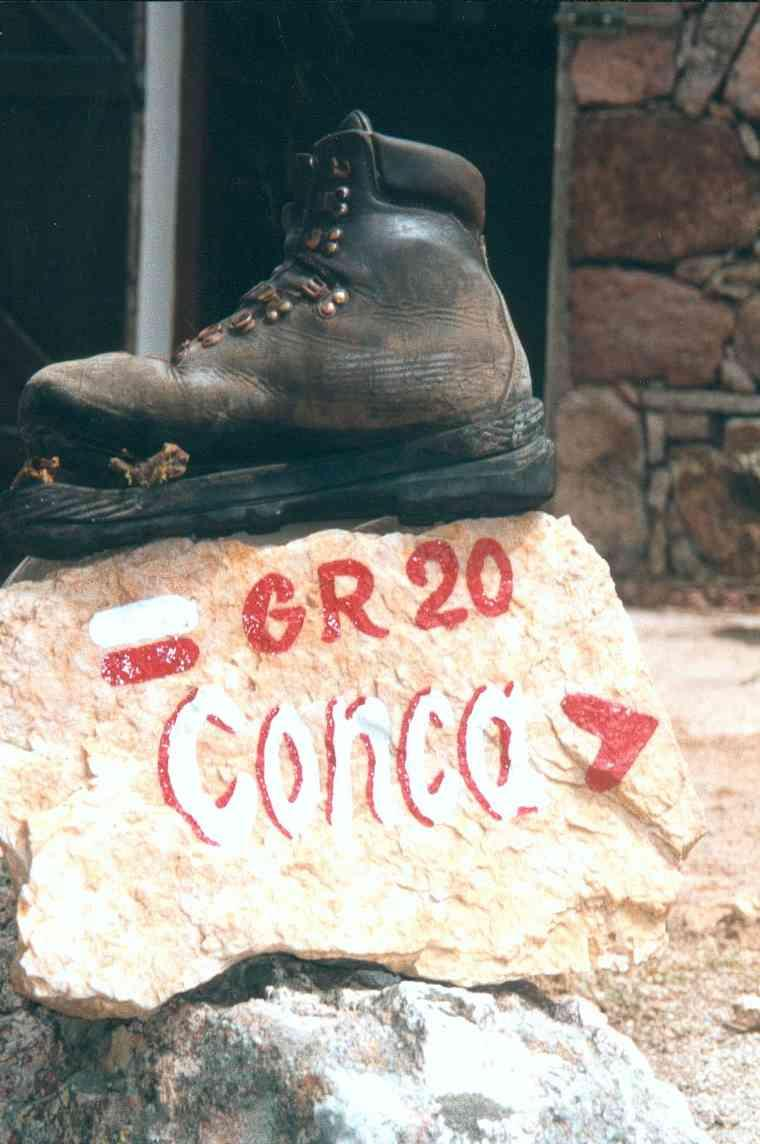
Andando alla fine del GR 20 ...

Qui si conclude il percorso escursionistico GR 20.

## Società

### Evoluzione demografica
Abitanti censiti